# Sphoeroides rosenblatti
Sphoeroides rosenblatti és una espècie de peix de la família dels tetraodòntids i de l'ordre dels tetraodontiformes.

## Morfologia
- Els mascles poden assolir 21,9 cm de longitud total.[1][2]

## Hàbitat
És un peix marí, de clima tropical i demersal que viu entre 4-17 m de fondària.

## Distribució geogràfica
Es troba al Pacífic oriental central: Costa Rica i Panamà.

## Observacions
És inofensiu per als humans.